# Take Off - L'aviazione
Take Off (decollo in inglese) è un'enciclopedia dedicata all'aviazione sia civile che militare. Stampata nella seconda metà degli anni ottanta, era la versione italiana dell'omonima enciclopedia inglese, Copyright 1988.
L'edizione italiana venne pubblicata dalla De Agostini, analogamente a quanto avvenne con l'enciclopedia Armi da guerra, anch'essa della Aerospace Publishing Ltd.
La direzione del lavoro editoriale fu affidata a Jason Vella e la direzione generale a Mario Nilo, gli stessi, ma con incarichi più importanti, dell'enciclopedia precedente.
La direzione delle redazioni spettò invece a Vincenzo Dominici con caporedattore Elio Besostri, mentre la parte relativa ai testi aveva contributi importanti, tra cui Bill Gunston, autore di fama internazionale di opere aeronautiche. I numerosi disegni erano, tra l'altro, di Mike Badrocke, Chris Davey, Geoff Denney. Tra i collaboratori dell'edizione italiana si segnalano Antonio Falzoni, che aveva anche compiti di coordinatore, e Giorgio Apostolo.
Le uscite settimanali dell'enciclopedia iniziarono nel 1989; il n. 1 costava 3800 lire, molto di più dell'ultimo fascicolo di Armi da guerra (2600 lire), pressoché immediatamente precedente a questa nuova opera.

## Composizione
L'opera si componeva di fascicoli di 28 pagine l'uno, molto di più delle 20 usate per i fascicoli di Armi da guerra. Nell'insieme uscirono 120 numeri settimanali per un totale, una volta assemblati, di 10 volumi.
La struttura di ogni fascicolo comprendeva le sezioni "Operazioni militari", "Operazioni civili", "Incidenti aerei", "Il dominio dei cieli", "Aerei nel mondo", "Schedario". 
Una caratteristica di questa opera era il dichiarato (ed effettivo) intento di "far parlare i protagonisti", offrendo grande spazio  ai piloti e agli specialisti, inclusi gli ingegneri progettisti di motori e strutture. Nulla in questo senso era trascurato, come nel caso delle tre uscite in cui parlò direttamente Chuck Yeager, il grande pilota collaudatore statunitense (il primo a superare Mach 1 nel 1947).
Grazie a questa struttura, immense quantità di informazioni di prima mano sono state direttamente rilasciate dai protagonisti del settore, siano essi personaggi famosi o meno.
L'enciclopedia dava ampio spazio anche all'iconografia, con una quantità molto elevata di ottime fotografie e disegni. Nel primo fascicolo ad esempio vi erano, su 28 pagine, 61 foto, 12 disegni semplici, 2 disegni a 3 viste, 2 alberi genealogici con innumerevoli profili del Bf 109 e dello Spitfire, 14 profili e 3 viste (frontale, laterale e superiore) dei due caccia. 
Un particolare interesse era riservato anche alla storia delle compagnie aeree più importanti, come ad esempio la BOAC, la Lufthansa ,la Pan Am ed altre ancora, con articoli, disegni e spaccati dei velivoli impiegati. 
Erano spesso presenti articoli dedicati o alle macchine operative in una certa aviazione militare, oppure, al contrario, le aviazioni operative con un certo aeroplano. 
Tra i personaggi trattati figurava anche Howard Hughes, celebre miliardario appassionato anche di aviazione. 
L'opera non seguiva schemi predefiniti, per cui ogni numero era indipendente dall'altro, salvo che vi siano articoli ripartiti in più uscite.